# Valdemaro di Prussia (1868)
Valdemaro di Prussia (Berlino, 10 febbraio 1868 – Potsdam, 27 marzo 1879) è stato un principe prussiano.

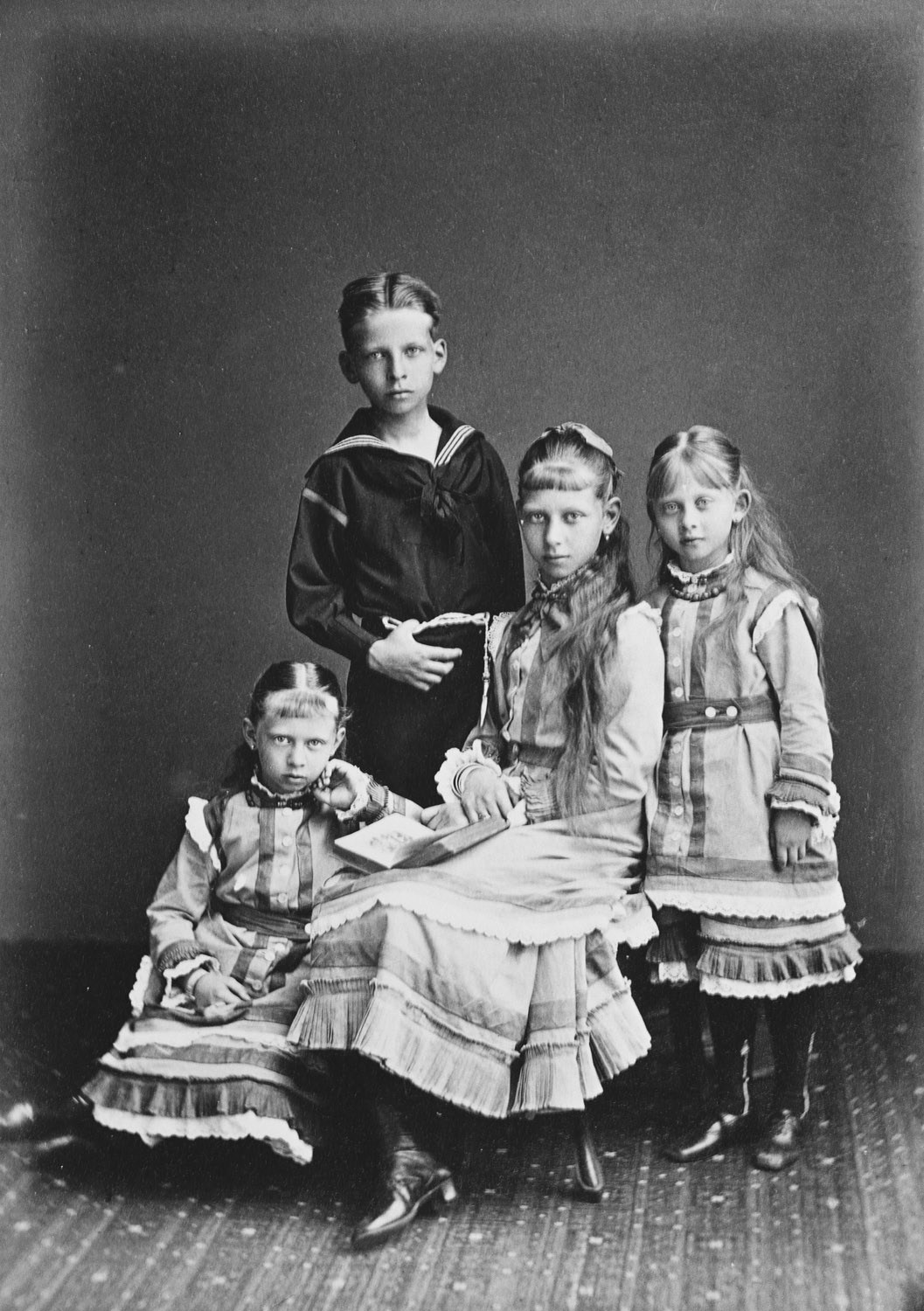
Il principe Valdemaro con le sorelle Sofia, Vittoria e Margherita nel giugno del 1878.

Fu principe di Germania e membro del casato degli Hohenzollern.

## Biografia
Il principe Valdemaro era il sesto figlio del futuro imperatore tedesco Federico III e della principessa reale Vittoria di Gran Bretagna e Irlanda. Tramite sua madre era nipote della regina Vittoria e del suo principe consorte Alberto di Sassonia-Coburgo-Gotha.
Il principe era il figlio prediletto della coppia reale. Era un ragazzo vivace e felice e amava fare scherzi alla sua famiglia, in particolare ai suoi fratelli e sorelle. La sua più grande passione era il gran numero di animali che gli era permesso tenere: poté persino portare con sé il suo coccodrillo mentre era in visita alla famiglia del principe ereditario nel Regno Unito, cosa che poi suscitò grande agitazione in sua nonna, la regina Vittoria, perché improvvisamente se lo trovò tra i piedi.
Secondo la tradizione, il principe entrò nella 1ª Armata Imperiale come luogotenente all'età di dieci anni e il 10 febbraio 1878 fu accettato nell'Ordine dell'Aquila Nera da suo nonno, il kaiser Guglielmo I.

In occasione del suo undicesimo compleanno, sua madre scrisse di lui alla regina Vittoria:
 Alla fine di marzo 1879 però Valdemaro si ammalò di difterite e morì in brevissimo tempo a causa della malattia.
Dopo la morte il principe fu inizialmente sepolto accanto al fratello, il principe Sigismondo, morto nel 1866 a due anni, nella Sigismund-Kapelle a Potsdam. Dopo il completamento del Mausoleo dell'imperatore Federico, la bara fu trasferita lì. Il famoso scultore Reinhold Begas fu incaricato di produrre un sarcofago in marmo per lui. Oggi il principe Valdemaro riposa nell'abside del mausoleo, a sinistra.
Un quadro di Valdemaro che sua madre dipinse intorno al 1878 è appeso nel Salone Blu del castello di Hohenzollern.

## Ascendenza
|                                     |                                     |                                                 | Genitori                                        |  |  | Nonni |  |  | Bisnonni                          |  |  | Trisnonni                        |  |
|                                     |                                     |                                                 |                                                 |  |  |       |  |  | Federico Guglielmo III di Prussia |  |  | Federico Guglielmo II di Prussia |  |
|                                     |                                     |                                                 |                                                 |  |  |       |  |  | Federico Guglielmo III di Prussia |  |  | Federico Guglielmo II di Prussia |  |
|                                     |                                     | Federica Luisa d'Assia-Darmstadt                |                                                 |  |  |       |  |  | Federico Guglielmo III di Prussia |  |  |                                  |  |
| Guglielmo I di Germania             |                                     |                                                 |                                                 |  |  |       |  |  | Federico Guglielmo III di Prussia |  |  |                                  |  |
|                                     |                                     | Luisa di Meclemburgo-Strelitz                   | Carlo II di Meclemburgo-Strelitz                |  |  |       |  |  |                                   |  |  |                                  |  |
|                                     |                                     | Luisa di Meclemburgo-Strelitz                   | Carlo II di Meclemburgo-Strelitz                |  |  |       |  |  |                                   |  |  |                                  |  |
|                                     |                                     | Luisa di Meclemburgo-Strelitz                   | Federica Carolina Luisa d'Assia-Darmstadt       |  |  |       |  |  |                                   |  |  |                                  |  |
| Federico III di Germania            |                                     | Luisa di Meclemburgo-Strelitz                   |                                                 |  |  |       |  |  |                                   |  |  |                                  |  |
|                                     |                                     | Carlo Federico di Sassonia-Weimar-Eisenach      | Carlo Augusto di Sassonia-Weimar-Eisenach       |  |  |       |  |  |                                   |  |  |                                  |  |
|                                     |                                     | Carlo Federico di Sassonia-Weimar-Eisenach      | Carlo Augusto di Sassonia-Weimar-Eisenach       |  |  |       |  |  |                                   |  |  |                                  |  |
|                                     |                                     | Carlo Federico di Sassonia-Weimar-Eisenach      | Luisa Augusta d'Assia-Darmstadt                 |  |  |       |  |  |                                   |  |  |                                  |  |
| Augusta di Sassonia-Weimar-Eisenach |                                     | Carlo Federico di Sassonia-Weimar-Eisenach      |                                                 |  |  |       |  |  |                                   |  |  |                                  |  |
|                                     |                                     | Maria Pavlovna di Russia                        | Paolo I di Russia                               |  |  |       |  |  |                                   |  |  |                                  |  |
|                                     |                                     | Maria Pavlovna di Russia                        | Paolo I di Russia                               |  |  |       |  |  |                                   |  |  |                                  |  |
|                                     |                                     | Maria Pavlovna di Russia                        | Sofia Dorotea di Württemberg                    |  |  |       |  |  |                                   |  |  |                                  |  |
| Valdemaro di Prussia                |                                     | Maria Pavlovna di Russia                        |                                                 |  |  |       |  |  |                                   |  |  |                                  |  |
|                                     | Ernesto I di Sassonia-Coburgo-Gotha | Francesco Federico di Sassonia-Coburgo-Saalfeld |                                                 |  |  |       |  |  |                                   |  |  |                                  |  |
|                                     | Ernesto I di Sassonia-Coburgo-Gotha | Francesco Federico di Sassonia-Coburgo-Saalfeld |                                                 |  |  |       |  |  |                                   |  |  |                                  |  |
|                                     | Ernesto I di Sassonia-Coburgo-Gotha | Augusta di Reuss-Ebersdorf                      |                                                 |  |  |       |  |  |                                   |  |  |                                  |  |
| Alberto di Sassonia-Coburgo-Gotha   | Ernesto I di Sassonia-Coburgo-Gotha |                                                 |                                                 |  |  |       |  |  |                                   |  |  |                                  |  |
|                                     |                                     | Luisa di Sassonia-Gotha-Altenburg               | Augusto di Sassonia-Gotha-Altenburg             |  |  |       |  |  |                                   |  |  |                                  |  |
|                                     |                                     | Luisa di Sassonia-Gotha-Altenburg               | Augusto di Sassonia-Gotha-Altenburg             |  |  |       |  |  |                                   |  |  |                                  |  |
|                                     |                                     | Luisa di Sassonia-Gotha-Altenburg               | Luisa Carlotta di Meclemburgo-Schwerin          |  |  |       |  |  |                                   |  |  |                                  |  |
| Vittoria di Sassonia-Coburgo-Gotha  |                                     | Luisa di Sassonia-Gotha-Altenburg               |                                                 |  |  |       |  |  |                                   |  |  |                                  |  |
|                                     |                                     | Edoardo Augusto di Hannover                     | Giorgio III del Regno Unito                     |  |  |       |  |  |                                   |  |  |                                  |  |
|                                     |                                     | Edoardo Augusto di Hannover                     | Giorgio III del Regno Unito                     |  |  |       |  |  |                                   |  |  |                                  |  |
|                                     |                                     | Edoardo Augusto di Hannover                     | Carlotta di Meclemburgo-Strelitz                |  |  |       |  |  |                                   |  |  |                                  |  |
| Vittoria del Regno Unito            |                                     | Edoardo Augusto di Hannover                     |                                                 |  |  |       |  |  |                                   |  |  |                                  |  |
|                                     |                                     | Vittoria di Sassonia-Coburgo-Saalfeld           | Francesco Federico di Sassonia-Coburgo-Saalfeld |  |  |       |  |  |                                   |  |  |                                  |  |
|                                     |                                     | Vittoria di Sassonia-Coburgo-Saalfeld           | Francesco Federico di Sassonia-Coburgo-Saalfeld |  |  |       |  |  |                                   |  |  |                                  |  |
|                                     |                                     | Vittoria di Sassonia-Coburgo-Saalfeld           | Augusta di Reuss-Ebersdorf                      |  |  |       |  |  |                                   |  |  |                                  |  |
|                                     |                                     | Vittoria di Sassonia-Coburgo-Saalfeld           |                                                 |  |  |       |  |  |                                   |  |  |                                  |  |